# 루이스 알코리자
루이스 알코리자(Luis Alcoriza de la Vega, 1918년 9월 5일 ~ 1992년 12월 3일)는 스페인의 영화 감독, 각본가, 영화배우, 텔레비전 배우이다.
바다호스에서 태어났으며 쿠에르나바카에서 사망하였다.

## 영화
- 타라후마라 (1965년)
- 학살의 천사 (1962년)
- 애련의 장미 (1956년)
- 폭풍의 언덕 (1954년)
- 짐승 (1953년)
- 환상의 전차를 타고 여행하다 (1953년)
- 이상한 정열 (1952년)
- 잊혀진 사람들 (1950년)
- 그레이트 매드캡 (1949년)